# Município de Liberty (condado de Washington, Ohio)
O município de Liberty (em inglês: Liberty Township) é um município localizado no condado de Washington no estado estadounidense de Ohio. No censo de 2010 tinha uma população de 481 habitantes e uma densidade populacional de 6,3 pessoas por km².

## Geografia
O município de Liberty encontra-se localizado nas coordenadas 39° 33′ 25″ N, 81° 18′ 12″ O. Segundo a Departamento do Censo dos Estados Unidos, o município tem uma superfície total de 76.38 km², da qual 76,37 km² correspondem a terra firme e (0 %) 0 km² é água.

## Demografia
Segundo o censo de 2010, tinha 481 pessoas residindo no município de Liberty. A densidade populacional era de 6,3 hab./km². Dos 481 habitantes, o município de Liberty estava composto pelo 98,96 % brancos, o 0,21 % eram afroamericanos e o 0,83 % eram de uma mistura de raças. Do total da população o 0,21 % eram hispanos ou latinos de qualquer raça.